# Heinrich Karl Ludwig Herault de Hautcharmoy

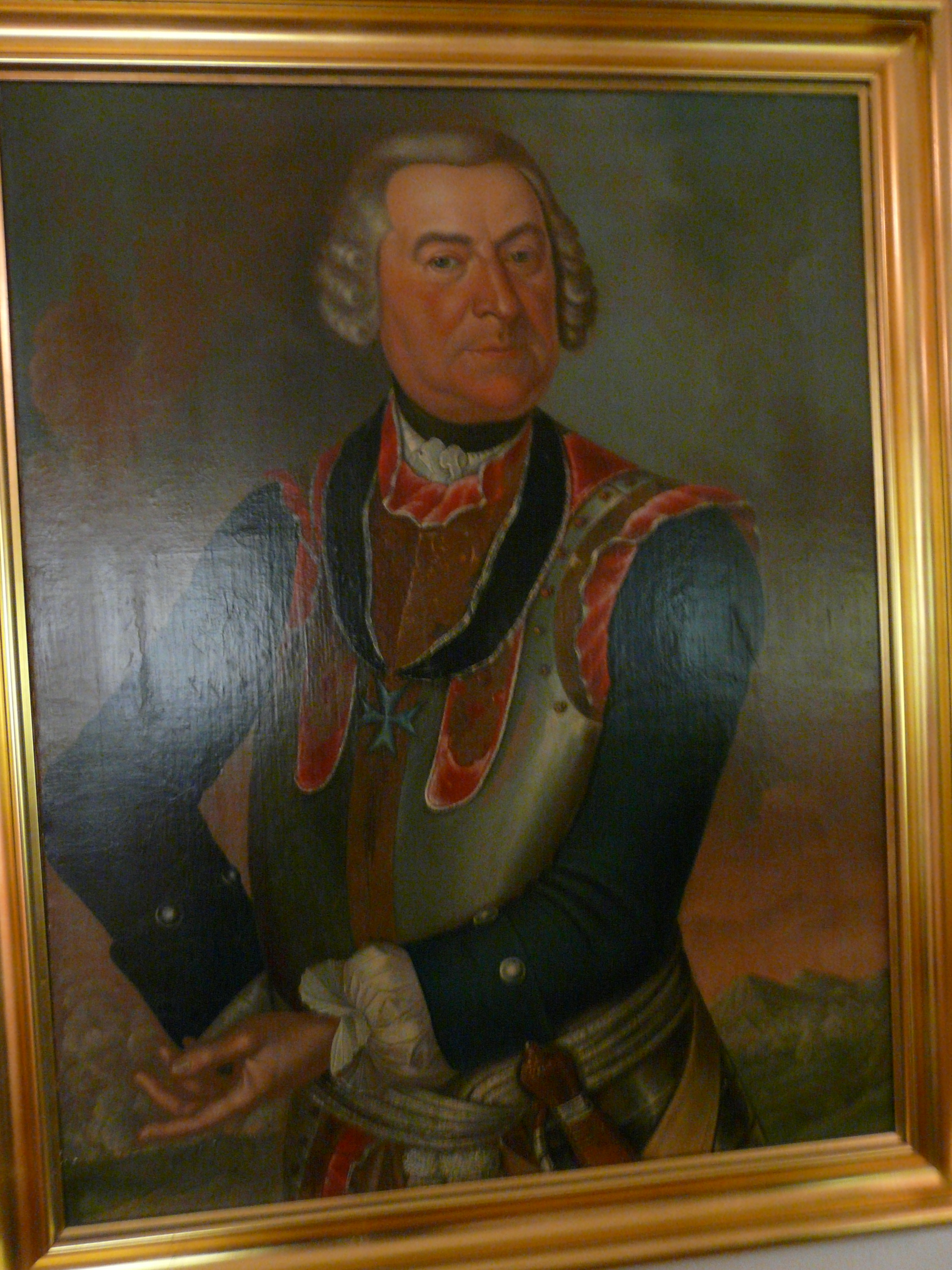
Heinrich Karl Ludwig Herault de Hautcharmoy

Heinrich Karl Ludwig de Herault Seigneur de Hautcharmoy (* 1689 in Wesel; † 11. Mai 1757 im Margarethenkloster bei Prag) war ein preußischer Generalleutnant der Infanterie, Ritter des Schwarzen Adlerordens und Kommandant von Brieg.

## Leben
Seine Familie stammt aus Frankreich, von wo sie 1689 geflohen war. Sein Vater Samuel de Herault starb als englischer Oberstleutnant und Adjutant von Marschall Schomberg. Beide fielen 1690 in der Schlacht am Boyne. Seine Mutter brachte ihn in Wesel auf der Flucht als ihr 14. Kind zur Welt.
Nach einer schweren Kindheit kam er in das Berliner Kadettenkorps und wurde um 1706 mit einem preußischen Kontingent von 8000 Mann in den Spanischen Erbfolgekrieg gesandt. Er kämpfte in Italien als Infanterist beim Entsatz von Turin, beim Sturm auf das Mailänder Schloss, der Belagerung von Toulon, der Eroberung von Susa, in der Schlacht bei Calcinato sowie dem Sturm auf Capri und Regio.
1708 bis 1711 war er in den Niederlanden. Er zeichnete sich der Belagerung von Lille (Ryssel) und Gent aus, so dass in der König am 17. Januar 1709 als Fähnrich in das Bataillon „von der Heyden“ steckte. Bereits am 20. September bekam er die Aufgaben eines Ingenieurs (Conductuers). 1709 war er bei der Eroberung von Doornik (Tournay), der Schlacht bei Malplaquet und der Eroberung von Mons dabei. Im Jahre 1710 kämpfte er bei Douai und Aire und 1711 bei Bouchain. Am 20. April 1711 wurde er Sekondeleutnant.
1713 holte in Leopold von Anhalt-Dessau in das Infanterieregiment „Wartensleben“. Am 26. November 1715 wurde er Premierleutnant. Im Pommernfeldzug 1715/1716 machte er die Belagerung von Stralsund und die Landung auf Rügen mit. Dort diente er bereits als Adjutant. Am 17. November 1717 wurde er Stabskapitän und am 24. Dezember 1718 wurde er Kapitän und Kompaniechef. Am 18. November 1726 wurde er Obristwachtmeister in Nachfolge von Oberstleutnant Brandt in Magdeburg. Am 14. April 1730 wurde er Generalquartiermeisterleutnant, dazu wurde er am 22. April noch Amtshauptmann von Angerburg.

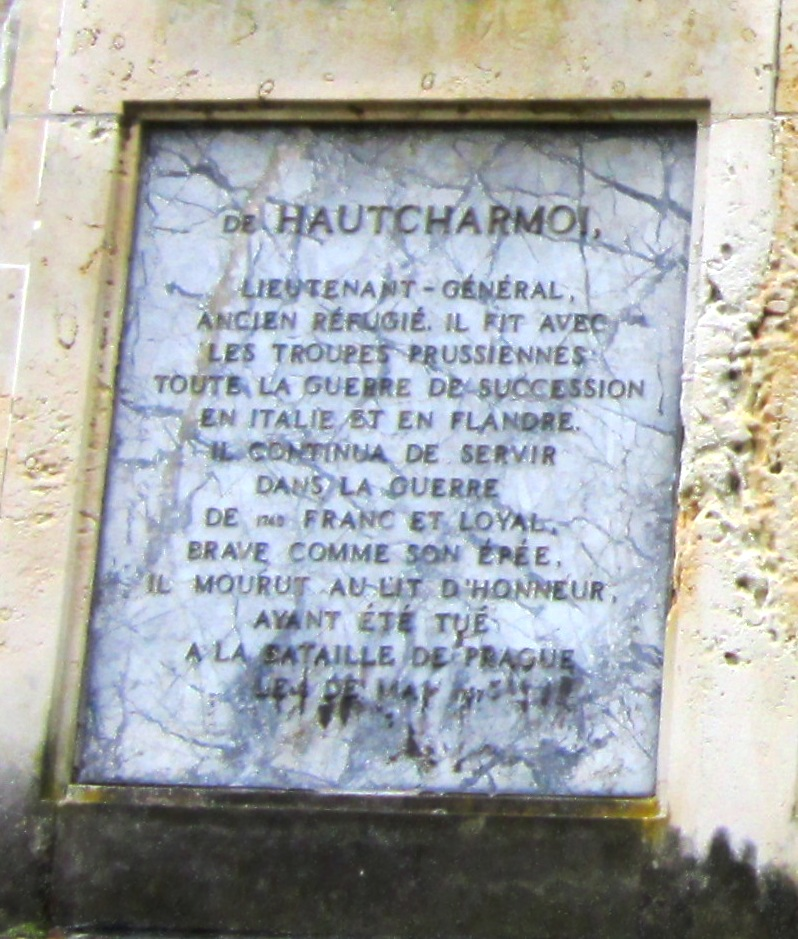
Ehrentafel für Hautcharmoy am Obelisken in Rheinsberg

Im August 1738 wurde er zum Oberstleutnant befördert und übernahm das Regiment des Joachim Ernst von Zimmernow. Schon 1740 übernahm er das Infanterieregiment „Kleist“. Im Ersten Schlesischen Krieg konnte er sich beim Gefecht in Ottmachau auszeichnen, in dem er eine strategisch wichtige Brücke über die Neiße besetzt und hielt. In der Schlacht bei Mollwitz wurde er verwundet. Am 5. Juni 1741 wurde er Oberst und Kommandant von Brieg. Am 30. Januar 1742 übernahm er das Infanterieregiment Nr. 28 und wurde am 27. Mai 1743 zum Generalmajor ernannt. Im Jahre 1744 kämpfte er unter General Heinrich Karl von der Marwitz in Oberschlesien und konnte am 5. September 1744 die Festung Cosel erobern. Am 8. September 1753 wurde er zum Generalleutnant ernannt, zudem wurde er zum Ritter des Schwarzen Adlerordens geschlagen.
Friedrich II. belohnte die Leistungen und nach den schlesischen Kriegen wurde er mit 1746 mit Präbende zu Kalkar belohnt. 1748 bekam er einen Extrasold von 600 Talern, 1752 das schlesische Rittergut Allerheiligen und im Dezember 1754 sogar das Lehngut Adelstädt im Halberstädtschen.
Im Siebenjährigen Krieg wurde ihm während der Schlacht bei Prag das Pferd erschossen und er selbst verletzt. Er wurde in das Margarethenkloster bei Prag gebracht, wo er elf Tage nach der Schlacht an seinen Wunden verstarb. Er wurde auch dort begraben.
Prinz Heinrich von Preußen widmete ihm eine Gedenktafel auf seinem Rheinsberger Obelisken. Für sein Wirken wurde sein Name 1851 auch auf einer der Ehrentafeln am Reiterstandbild Friedrichs des Großen verewigt.

## Familie
Seine erste Frau war Maria Henriette von Schillig, die er am 17. Juli 1714 heiratete. Das Paar hatte zwei Töchter:
- Henriette Charlotte Marie Stiftsdame in Halle[1]
- Albertine Wilhelmine († 31. Mai 1786) ⚭ Generalleutnant Christoph Friedrich von Lattorf (1696–1762), Kommandant von Cosel

Seine zweite Frau war Dorothea Wilhelmine von Schmertzing († 31. März 1786 in Oels), Schwester des Generals Friedrich Hannibal von Schmertzing, die er am 10. Juli 1735 heiratete. Das Paar hatte zwei Söhne und vier Töchter:
- Wilhelmine Auguste
- Leopoldine Caroline Maria ⚭ 1766 Georg Ferdinand von Damm[2]
- Louise Henriette (* 20. Mai 1740; † 3. Juni 1799) ⚭ Friedrich Ulrich von Trotha (* 4. März 1738; † 16. Juni 1811)[3][4]
- Sophie Charlotte
- Friedrich († 1760), starb als preußischer Leutnant
- Wilhelm Leopold, Rittmeister später Landrat in Oels-Bernstädt